# Tatarszczyzna (przystanek kolejowy)
Tatarszczyzna (biał. Татаршчына, ros. Татарщизна) – przystanek kolejowy w miejscowości Tatarszczyzna, w rejonie mołodeczańskim, w obwodzie mińskim, na Białorusi.